# La casa del sol naciente (Lost)
"La Casa del sol Naciente" (título original: "House of the Rising Sun") es el sexto capítulo de la Primera Temporada de Lost. Sun revela un secreto impactante a Michael después de ser atacado por Jin. Locke se entera de la drogadicción de Charlie. Los sobrevivientes discuten si deben quedarse en la playa o irse a las cuevas. El FLASHBACK en este capítulo es de Sun Hwa-Kwon; esto es parte del juego de palabras del título original, ya que "Sun" se refiere tanto al sol como al personaje.

## Resumen
Un recuerdo muestra a Sun en una fiesta. Jin, un camarero, le pasa una nota diciendo que quiere verla en privado. Sun quiere escaparse con Jin, pero él insiste en que le digan a su padre que ellos se están viendo. 
Jack, Kate, Charlie y Locke van a las cuevas. Jin ataca a Michael por ninguna razón aparente. Sawyer y Sayid esposan a Jin a los restos del fuselaje. Michael dice que el ataque fue por motivos raciales. En las cuevas, descubren dos cuerpos, a quienes Locke llama «Adán y Eva». Jack estima que llevan muertos 40-50 años, y encuentra una bolsa en ellos conteniendo dos piedras: una negra y otra blanca. 
En un recuerdo, Jin vuelve de dialogar con el padre de Sun, que aprueba su relación mientras Jin toma un trabajo para él. Una noche después de que ellos estén casados, Jin vuelve a casa cubierto de sangre de otra persona. Él dice a Sun que él hacía el trabajo para su padre.
En la playa, Jin le dice a Sun que Michael tiene el reloj de su padre. Locke y Charlie limpian los restos en las cuevas y el primero le dice a Charlie que él le reconoce de Drive Shaft. Charlie está aliviado de que finalmente a alguien le resulte familiar su antecedente musical.
Jack y Kate vuelven a la playa y Jack comienza a dirigirse a la gente sobre el movimiento a las cuevas. Los supervivientes sostienen sobre si hay que quedarse en la playa, donde un grupo de rescate podría verlos, o trasladarse a las cuevas, donde hay mejor refugio y agua dulce. El grupo se divide en dos campos en consecuencia.
En el siguiente recuerdo, Sun conspira en secreto para abandonar a Jin y a su padre y entonces ella será libre de ir donde ella quiera. En la isla, Sun encuentra a Michael solo, y en inglés (en español en la versión doblada a este idioma) perfecto, le dice, «tengo que hablar contigo». Michael está impresionado de que ella hable inglés (español). Sun le dice que Jin no sabe de esto. Ella explica que Jin furiosamente atacó a Michael debido al reloj que él lleva puesto, que pertenece a su padre. Michael dice que él lo encontró en los restos.
En las cuevas, Locke dice a Charlie que conoce su adicción a la heroína. Locke dice que si Charlie deja sus drogas, la isla le dará su guitarra, que él extraña profundamente. Locke encuentra la guitarra, y Charlie está extasiado. En la playa, Kate rechaza ir con Jack a las cuevas. Michael se acerca a Jin con un hacha y le deja libre. Sin embargo, una de las esposas permanece en su muñeca. Él devuelve el reloj y dice a Jin que se aleje de él y de Walt.
Un recuerdo muestra a Sun en el aeropuerto pensando en abandonar a Jin para siempre. Sin embargo, ella no puede hacerlo, y aborda el vuelo condenada con su marido.
Esa noche en las cuevas, Charlie toca su guitarra cuando Jack vuelve con la gente de la playa.